# Het Strijkijzer
Le Het Strijkijzer est un gratte-ciel résidentiel de 132 mètres de hauteur construit à La Haye aux Pays-Bas de 2005 à 2007.
L'immeuble comprend 351 logements dont 300 studios pour jeunes gens et 51 appartements de luxe.
Il y a un étage d'observation à 121 mètres de hauteur au 41e étage desservi par un ascenseur panoramique.
Le design de la tour a été inspiré par le Flatiron Building de New York et a été récompensé en février 2008 par l'Emporis Skyscraper Award récompensant le gratte-ciel le plus remarquable de l'année 2007. Les membres du jury ont choisi l'immeuble notamment pour son « élégante ré interprétation de l'architecture classique et son utilisation efficace d'un site limité ». Le site qu'occupe l'immeuble est de 35 mètres sur 30 mètres.
Début 2024, c'était le cinquième plus haut gratte-ciel de La Haye.